# Carolin Ohrner
Carolin Ohrner (* 22. Dezember 1961 in München, verheiratete Carolin Frydman) ist eine ehemalige deutsche Schauspielerin.

## Leben
Sie ist die Tochter der Schauspieler Evelin Bey und Georg Marischka. Der Schauspieler Thomas Ohrner ist ihr Halbbruder.
Carolin Ohrner wurde bereits von ihrem dritten Lebensjahr an ungenannt in der Werbung, in der Synchronisation und als Statistin bei Film und Fernsehen eingesetzt. Nach dem Abitur studierte sie in Paris Politische Wissenschaften und ließ sich dort am American Center schauspielerisch ausbilden. Sie lebte danach in München und Paris und wirkte in deutschen und französischen Filmen und Fernsehproduktionen mit.
1982 machte sie auch einen kurzen Ausflug ins Musikgeschäft: Zusammen mit TV-Sprecher Peter Wenke bildete sie das Duo „Kontrast“. Allerdings ein kurzlebiges Projekt im Sog der Neuen Deutschen Welle. Sie veröffentlichten nur eine einzige Single. Auf der A-Seite der Ariola-Platte war der Titel „Zukunft“. Die B-Seite hieß „Ende“. Immerhin im Musikladen hatten sie einen TV-Auftritt. Der Song ist auf einigen Samplern (u. a. „Bild Am Sonntag präsentiert: Hitparade '82“, 1982 Ariola) enthalten.
Sie arbeitet heute als Schmuckdesignerin, ist verheiratet, hat zwei Söhne und lebt mit ihrer Familie in Paris.

## Filmografie

### Kino
- 1968: Helga und Michael
- 1978: Orgie des Todes (Enigma rosso)
- 1978: Leidenschaftliche Blümchen
- 1980: Sonntagskinder
- 1987: Si tu vas à Rio... tu meurs

### Fernsehen (Auswahl)
- 1973: Ida und Ob (TV)
- 1974: Der Kommissar – Drei Brüder
- 1975: Der Wohltäter (TV)
- 1976: Das Haus der Krokodile (Fernseh-Sechsteiler)
- 1977: Derrick – Tote im Wald (Fernsehserie)
- 1979: Moral (TV)
- 1979: Tatort: Zweierlei Knoten (Fernsehserie Tatort)
- 1979: Hände weg von unserer Tochter (TV)
- 1980: Eingriffe (TV)
- 1980: Knobbes Knoten und andere Geschichten aus der Schulzeit (TV)
- 1980: Boccaccio (TV)
- 1981: Lapo erzählt... – Lisa und König Piero (Fernsehserie)
- 1982: Laufsteg Paris (Toutes griffes dehors) (TV-Miniserie)
- 1984: Les fils des alligators (TV)
- 1984: Der Mann, der keine Autos mochte (Fernsehserie)
- 1984: Mensch Bachmann (TV)
- 1984: Häschen mit Brille (TV)
- 1985: Derrick – Gregs Trompete (Fernsehserie)
- 1985: Julien Fontanes, magistrat – Rien que la vérité (Fernsehserie)
- 1987: Carnaval des brumes (TV)
- 1987: Schloss zu vermieten (Florence ou La vie de château, Fernsehserie)
- 1992: Happy Holiday (Fernsehserie, 2 Folgen)
- 1996: Die Kommissarin – Banküberfall (Fernsehserie)